# 山形浩生
山形 浩生（やまがた ひろお、1964年3月13日 - ）は、日本の評論家、翻訳家。元野村総合研究所研究員。

## 略歴
1964年、東京都生まれ。麻布中学校に入学。当時からSFや漫画に興味があり、学校帰りに橋本治の少女漫画論『花咲く乙女たちのキンピラゴボウ』（北宋社）を立ち読みして大きな影響を受ける。中学3年ごろから御茶ノ水の駿台予備校に通う合間に秋葉原へ行くなどパソコン少年でもあった。駿台には、秋山仁（数学科講師）と山本義隆（物理科講師）の講義を受けるために通っていたという。
麻布高等学校卒業後、東京大学理科一類入学。東京大学工学部都市工学科卒業。東京大学大学院工学系研究科都市工学専攻修士課程を経て、野村総合研究所研究員となる。
東大在籍時にはSF研究会で活動。バロウズ翻訳の第一人者であった鮎川信夫の蔵書と思われる貴重な資料群が神保町の古書店に出ているのを発見し、これをもとにバロウズの詳細なファンジン『バロウズ本』を同窓の柳下毅一郎と共に「北北西SF」名義で制作、1988年のSFファンジン大賞の翻訳・紹介部門を受賞する。これがペヨトル工房の今野裕一の目に留まり、バロウズの翻訳を依頼される。大学卒業後もバロウズ本の翻訳を多数手がけるだけでなく、鮎川信夫に一定の評価をするほかは、従来のバロウズの翻訳を非難し改訳を多数行っており、その成果は450頁にも及ぶ本格的評伝『たかがバロウズ本。』（2003年）に結実する。
その後、マサチューセッツ工科大学 (MIT) 大学院不動産センター修士課程を修了する。MITの本屋で見つけた経済学者ポール・クルーグマンの著作に傾倒、のちに翻訳を手がける。以後、野村総合研究所で開発援助コンサルタントとして勤務するかたわら、評論家としての活動と共に、先鋭的なSFや前衛文学、経済、IT、環境、科学、文化、政治、オープンソースといった多彩な分野の文献を渉猟しつつ多数の翻訳を手がけ、特にローレンス・レッシグ『CODE―インターネットの合法・違法・プライバシー』やトマ・ピケティ『21世紀の資本』の邦訳は大きな話題を呼んだ。2025年には、星海社より『翻訳者の全技術』を刊行している。
2014年、ヴェネチア建築ビエンナーレ日本館のエグゼキュティブアドバイザー。2018年から日本SF作家クラブ会員。
2018年に野村総合研究所を退職し、現在はコンサルティング会社の業務執行社員およびチーフエコノミストを務める。

## 言論活動
訳書における「訳者解説」などでは、しばしば内容の解説を飛び越えて、著者の間違いの指摘や関連する論者の名指しでの批判を行っている。これに際し、SF評論家の小谷真理の著作をパートナー（小谷の実の夫）の巽孝之が代筆している（ほどそっくりである）と揶揄したため、小谷から抗議を受け、謝罪したが小谷が高額の賠償金を求めて訴訟を起こし、フェミニズム問題として多くの証人を立てたため敗訴している。また、『さおだけ屋はなぜ潰れないのか?』を批判した際には、抗議を受けてサイト上に謝罪文を掲載。『ハッカー宣言』の室井尚による書評と、それに関連して室井による反喫煙論批判を批判し、室井と共に小谷野敦からもコメントが来た。
オープンソース、コピーレフトの活動に参加しており、また、自身の翻訳や著作の多くも、フリーで公開している。プロジェクト杉田玄白を主催している。

## 主張

### 経済学
ポール・クルーグマンやトマ・ピケティを筆頭に経済書の翻訳を手掛け、経済に関する単著や経済学者との共著が複数ある。
消費税の増税に批判的である。2013年12月7日に日本銀行総裁の黒田東彦の講演を見にいった際の伊藤隆敏がうるさすぎたと苦言を呈した上で、黒田には「消費増税のマイナス効果って甘く見過ぎてませんか？」「白井とかいうおばさんはさっさとクビにしたほうがいいんじゃないですか？」との質問をぶつけたかったとしている。

### ニューアカ・文化左翼批判
ポストモダン哲学や現代思想などニューアカ的・文化左翼的なものを批判することが多い。
『知の欺瞞』ローカル戦として浅田彰『構造と力』におけるメタファーとしてのクラインの壺モデルを間違いだと批判した。この批判については、大阪大学のトポロジストである菊池和徳が浅田は間違っていないとする異論を唱え、山形も掲示板で自らの間違いを概ね認めた。

### 環境政策
環境政策への疑問を唱えることが多く、地球温暖化に対してはジョージ・W・ブッシュ政権の京都議定書離脱を支持する。環境問題については、「短期の変動に大騒ぎせず、長期的なデータをもとに最善の判断を下す」ことが重要だと主張している。
ただし、他の温暖化懐疑論者とは異なり、気候変動に関する政府間パネルの科学的正当性は概ね認めてはいる。

### チベット問題
「『ダライラマの転生についての決定権は中国共産党にある！』ま、マルクスせんせい、毛沢東せんせい、共産主義ってこういうのありですか……」と中国共産党を批判するツイートがある一方で、公式サイトの訳者コメントにおいて、鉄道建設を同化政策の強化と見るチベット亡命政府を「チベットが経済支援なしでずっと貧しいままのほうがよかったとでも言うつもり？」などと批判している。

## 人物
- 母は翻訳家の山形叶子[26]。
- かつてAmazon.co.jpでレビューを投稿していた。

## 評価
ばるぼらは「山形さんの面白さは、初期の経歴だけだとウィリアム・バロウズとかティモシー・リアリーの翻訳をするような、ビートやヒッピーが好きなサブカルチャーな人に見えるんだけど、実際は西海岸的な人たちが陥るカウンターカルチャー讃歌や、スピリチュアリズム、ニューエイジなどの大げさな発想には常に懐疑的な人だということですね」と指摘している。

## 著書

### 単著
- 『新教養主義宣言』晶文社 1999 / 河出文庫 2007
- 『山形道場―社会ケイザイの迷妄に喝!』イーストプレス 2001 /『要するに』河出文庫 2008
- 『コンピュータのきもち 新教養としてのパソコン入門』アスキー 2002
- 『たかがバロウズ本。』大村書店 2003
- 『新教養としてのパソコン入門 コンピュータのきもち』アスキー新書 2007
- 『訳者解説 -新教養主義宣言リターンズ』バジリコ 2009
- 『断言 読むべき本・ダメな本―新教養主義書評集成・経済社会編』Pヴァイン 2020
- 『断言2 あなたを変える本・世界を変える本―新教養主義書評集成・サイエンス・テクノロジー編』Pヴァイン 2020
- 『翻訳者の全技術』星海社新書 2025

### 共著
- 井上トシユキ 神宮前.org『2ちゃんねる宣言 挑発するメディア』文藝春秋 2001
- 『集客』六耀社 2003年2月（文とインタビュー、ハイナー・シリング写真）
- 『暴走する「地球温暖化」論―洗脳・煽動・歪曲の数々』文藝春秋 2007
- 岡田斗司夫FREEex『「お金」って、何だろう?：僕らはいつまで「円」を使い続けるのか?』光文社新書 2013
- 『青木昌彦の経済学入門：制度論の地平を拡げる』青木昌彦 筑摩書房 2014（ちくま新書）- 第4章の聞き手
- 五十嵐太郎 編『14歳からのケンチク学』彰国社 2015
- 『蘇る伊藤計劃』伊藤計劃、藤井太洋、中原昌也、佐藤亜紀、多根清史ほか共著 宝島社 2015
- 高須正和、ニコニコ技術部深圳観察会著『メイカーズのエコシステム 新しいものづくりが止まらない』インプレスR&D 2016。ISBN 9784802090650
- 『ジェイン・ジェイコブズの世界：1916-2006』塩沢由典、玉川英則、中村仁、細谷祐二、宮﨑洋司、山本俊哉 編集 藤原書店 2016
- 高須正和、高口康太編著 澤田翔、藤岡淳一、伊藤亜聖、山形浩生著『プロトタイプシティ 深圳と世界的イノベーション』KADOKAWA 2020。ISBN 9784041078419

### 監修
- 『まんがでわかる サピエンス全史の読み方（まんがでわかるシリーズ）』山形浩生（監修）、葉月（イラスト）宝島社 2017
- 『これからのビジネスマンに絶対必要な教養 テクノロジー見るだけノート』宝島社 安田洋祐と共同監修 2019

### 訳書以外の解説執筆
- ロバート・スペクター『アマゾン・ドット・コム』日経BP社 2000 -「解説 アマゾン・コムから学ぶべきこと」
- 大室幹雄『滑稽 古代中国の異人（ストレンジャー）たち』岩波現代文庫 2001
- J・G・バラード『コンクリート・アイランド』太田出版 2003 - 17,000字に及ぶ解説「J.G.バラード：欲望の磁場」を収録。
- バロウズ『裸のランチ（河出文庫）』2003 - 鮎川信夫訳だが、山形が訳文に一部手を入れている。
- 恩田陸『図書室の海（新潮文庫）』2005
- アルフレッド・ベスター『ゴーレム100（未来の文学）』国書刊行会 2007
- ジェームズ・スロウィッキー『「みんなの意見」は案外正しい（角川文庫）』2009
- 中島隆信『お寺の経済学（ちくま文庫）』2010

## 訳書

### 1980年代
- H・R・ギーガー『ネクロノミコン〈2〉』トレヴィル（リブロポート）1987 のち河出書房新社
- H・R・ギーガー『バイオメカニクス』トレヴィル（リブロポート）1989 のち河出書房新社
- ティモシー・リアリー、ロバート・アントン・ウィルソン、ジョージ・A・クープマン『神経政治学 人類変異の社会生物学』リブロポート 1989
- ウィリアム・S・バロウズ『ソフトマシーン』ペヨトル工房 1989、河出文庫 2004（柳下毅一郎共訳）
- バロウズ『おかま クィーア』ペヨトル工房 1989（柳下毅一郎共訳）
- フィリップ・K・ディック『死の迷路』創元推理文庫 1989

### 1990年代
- バロウズ『映画:ブレードランナー』リブロポート 1990
- 『キング・インク ニック・ケイヴ詩集』思潮社 1990
- バロウズ『ワイルド・ボーイズ（猛者） 死者の書』ペヨトル工房 1990
- ヴィクター・ボクリス編『ウィリアム・バロウズと夕食を バンカーからの報告』思潮社 1990（梅沢葉子共訳）
- フィリップ・K・ディック『暗闇のスキャナー』創元SF文庫 1991
- バロウズ『バロウズという名の男』ペヨトル工房 1992
- バロウズ『ダッチ・シュルツ 最期のことば』白水社 1992
- バロウズ『おぼえていないときもある』ペヨトル工房 1993（浅倉久志、柳下毅一郎、渡辺佐智江共訳）
- ブルース・タッカー『俺がJBだ!―ジェームズ・ブラウン自叙伝』JICC出版局 1993（クイッグリー裕子、渡辺佐智江共訳）のち文春文庫
- P・J・オローク『ろくでもない生活』宝島社 1993
- エイミー・ショールダー、アイラ・シルヴァーバーグ編『ハイ・リスク―禁断のアンソロジー』白揚社 1993（坂本徳子、渡辺佐智江共訳）
- キャシー・アッカー『アホダラ帝国』ペヨトル工房 1993（久霧亜子共訳）
- 『アメリカンズ ロバート・フランク写真集』宝島社 1993
- パティ・スミス『バベル』思潮社 1994
- ニック・ケイヴ『神の御使い』思潮社 1994（渡辺佐智江共訳）
- ヘンリー・ミラー『モロク (Sexual resistans)』Dai-X出版 1994
- マイケル・ブラムライン『器官切除（ライターズX）』白水社 1994
- バロウズ『内なるネコ』河出書房新社 1994
- ダリウス・ジェームズ『ニグロフォビア（ライターズX）』白水社 1995
- ティモシー・リアリー『フラッシュバックス ティモシー・リアリー自伝』トレヴィル（リブロポート）1995（久霧亜子共訳）
- バロウズ『ノヴァ急報』ペヨトル工房 1995
- ドナルド・バーセルミ『シティ・ライフ』白水社 1995
- H・R・ギーガー『バイオメカニクス』トレヴィル（リブロポート）1996
- ベルナール・チュミ『建築と断絶』鹿島出版会 1996
- バロウズ『ゴースト』河出書房新社 1996
- ギーガー『フィルム・デザイン』トレヴィル（リブロポート）1996
- ウィリアム・T・ヴォルマン『蝶の物語たち』白水社 1996
- トーマス・K・ランダウァー『そのコンピュータシステムが使えない理由』アスキー 1997
- ジェフ・トランター『Linux マルチメディアガイド』オライリー・ジャパン（オーム社）1997
- レナード・C・リュイン『アイアンマウンテン報告 平和の実現可能性とその望ましさに関する調査』ダイヤモンド社 1997
- ルック・サント文『「オン・プラネット・アース」惑星地球にて・異世界の旅―ジャン・スタラー写真集』トレヴィル 1997
- マックス・アギレーラ・ヘルウェグ『セイクレッド・ハート―劇場としての手術侵襲的手術からみた身体図鑑』トレヴィル（リブロポート）1997
- バロウズ『夢の書 わが教育』河出書房新社 1998
- ブライアン・イーノ『A year』パルコ出版 1998
- ハーモニー・コリン『クラックアップ』ロッキング・オン 1998（渡辺佐智江共訳）
- ポール・クルーグマン 『クルーグマン教授の経済入門』メディアワークス（角川）1998 のち日経ビジネス人文庫、ちくま学芸文庫
- 『キング・インク ニック・ケイヴ詩集2』思潮社 1998
- エリック・レイモンド 『伽藍とバザール オープンソース・ソフトLinuxマニフェスト』光芒社 1999年9月 - 原文も翻訳もコピーレフトで提供されている。
- ハンター・S・トンプソン『ラスベガス・71』ロッキング・オン 1999年10月

### 2000年代
- アラン・クーパー『コンピュータは、むずかしすぎて使えない！』翔泳社 2000年2月
- ケン・スミス『誰も教えてくれない聖書の読み方』晶文社 2001年2月
- ローレンス・レッシグ『CODE―インターネットの合法・違法・プライバシー』翔泳社 2001（柏木亮二共訳）
- ペッカ・ヒマネン『リナックスの革命 ハッカー倫理とネット社会の精神』河出書房新社 2001（安原和見共訳）
- ブルース・シュナイアー『暗号の秘密とウソ ネットワーク社会のデジタルセキュリティ』翔泳社 2001年10月
- クリストファー・ロック『ゴンゾー・マーケティング』翔泳社 2002年7月
- レッシグ 『コモンズ The Future of Ideas ネット上の所有権強化は技術革新を殺す』2002年11月
- ルイス・キャロル『不思議の国のアリス』朝日出版社 2003年 のちフロンティア文庫、文春文庫
- シュナイアー『暗号技術大全』ソフトバンククリエイティブ 2003年6月（監訳）
- ビョルン・ロンボルグ『環境危機をあおってはいけない―地球環境のホントの実態』文藝春秋 2003年6月
- クルーグマン、ラルス・E・O・スヴェンソン『クルーグマン教授の〈ニッポン〉経済入門』（編訳）春秋社 2003
- ダン・バートン『リトル・ハッカー 「ハッカー」になった子供たち』翔泳社 2003年12月 （守岡桜共訳）
- スティーブン・ジョンソン『創発 蟻・脳・都市・ソフトウェアの自己組織化ネットワーク』ソフトバンククリエイティブ 2004
- レッシグ『フリー・カルチャー Free Culture―いかに巨大メディアが法をつかって創造性や文化をコントロールするか』2004年7月（守岡桜共訳）
- イアン・ワトスン『エンベディング（未来の文学）』国書刊行会 2004
- ギーガー『ネクロノミコン(Pan-exotica)』1-2、エディシオン・トレヴィル（河出書房新社）2005
- ルイス・キャロル『鏡の国のアリス』朝日出版社 2005
- 水戸芸術館『アーキグラムの実験建築1961-1974』ピエ・ブックス 2005年4月
- セシル・バルモンド『インフォーマル』TOTO出版 2005年4月 （金田充弘共訳）
- ダニエル・デネット『自由は進化する』NTT出版 2005年6月
- ハリー・G・フランクファート『ウンコな議論』筑摩書房 2006年1月。ちくま学芸文庫
- ハーバート・ジョージ・ウェルズ『タイムマシン』フロンティア文庫・フロンティアニセン 2005
- ロバート・J・グーラ『論理で人をだます法』朝日新聞社 2006年3月
- ジョージ・エインズリー『誘惑される意志 人はなぜ自滅的行動をするのか』NTT出版 2006年9月
- スティーブン・ジョンソン『ダメなものは、タメになる テレビやゲームは頭を良くしている』翔泳社 2006年10月（乙部一郎、守岡桜共訳）
- スティーブン・ウェバー『オープンソースの成功 政治学者が分析するコミュニティの可能性』毎日コミュニケーションズ 2007年2月（守岡桜共訳）
- バロウズ/アレン・ギンズバーグ『麻薬書簡 再現版』河出文庫 2007年9月
- ポール・ポースト『戦争の経済学』バジリコ 2007年11月
- イアン・エアーズ『その数学が戦略を決める』文藝春秋 2007年11月 のち文庫
- レッシグ『Code (version2.0)』翔泳社 2007年12月
- フィリップ・ショート『ポル・ポト ある悪夢の歴史』白水社 2008年2月
- デニス・T・エイヴァリー、S・フレッド・シンガー『地球温暖化は止まらない』東洋経済新報社 2008（守岡桜共訳）
- パトリック・ロスファス『風の名前―キングキラー・クロニクル 第一部』白夜書房 2008年6月（渡辺佐智江、守岡桜共訳） のちハヤカワ文庫FT
- ロンボルグ『地球と一緒に頭も冷やせ！温暖化問題を問い直す』ソフトバンククリエイティブ 2008年7月
- スタンレー・ミルグラム『服従の心理』河出書房新社 2008年11月、河出文庫 2012年1月
- チャールズ・レッドビーター『ぼくたちが考えるに、―マスコラボレーションの時代をどう生きるか？』エクスナレッジ 2009年1月（守岡桜共訳）
- コナー・オクレリー『無一文の億万長者』ダイヤモンド社 2009年2月（守岡桜共訳）
- スーザン・ブラックモア『「意識」を語る』NTT出版 2009年3月（守岡桜共訳）
- ハロルド・ウィンター『人でなしの経済理論-トレードオフの経済学』バジリコ 2009年4月
- ジョージ・アカロフ、ロバート・シラー『アニマルスピリット』東洋経済新報社 2009年5月
- 『フランク・ロイド・ライトの現代建築講義』白水社 2009年12月

### 2010年代
- レッシグ『Remix: ハイブリッド経済で栄える文化と商業のあり方』翔泳社 2010年2月
- ダニエル・J.レヴィティン『「歌」を語る 神経科学から見た音楽・脳・思考・文化』ブルース・インターアクションズ P-vine books, 2010
- ジャック・ケルアック/ウィリアム・バロウズ『そしてカバたちはタンクで茹で死に』河出書房新社 2010
- ミケーレ・ボルドリン/デヴィッド・K.レヴァイン『〈反〉知的独占 特許と著作権の経済学』守岡桜共訳 NTT出版 2010
- マシュー・サイド『非才! あなたの子どもを勝者にする成功の科学』守岡桜共訳 柏書房 2010
- フィリップ・ショート『毛沢東 ある人生』守岡桜共訳 白水社 2011
- ジェイン・ジェイコブズ『アメリカ大都市の死と生』鹿島出版会 2011年4月
- ジョージ・A.アカロフ/レイチェル・E.クラントン『アイデンティティ経済学』守岡桜共訳 東洋経済新報社 2011
- ピーター・T.リーソン『海賊の経済学 見えざるフックの秘密』NTT出版 2011
- ジョン・メイナード・ケインズ『雇用と利子とお金の一般理論』要約・訳 ポット出版 2011
- ヨラム・バウマン『この世で一番おもしろいミクロ経済学 誰もが「合理的な人間」になれるかもしれない16講』ダイヤモンド社 2011
- ジョン・マリンズ/ランディ・コミサー『プランB 破壊的イノベーションの戦略』文藝春秋 2011
- ハロルド・ハーツォグ『ぼくらはそれでも肉を食う 人と動物の奇妙な関係』守岡桜、森本正史共訳 柏書房 2011
- サラ・ヴァン・ゲルダー『YES! Magazine』編集部編『99%の反乱 ウォール街占拠運動のとらえ方』守岡桜、森本正史共訳 バジリコ 2012
- ヨラム・バウマン『この世で一番おもしろいマクロ経済学 みんながもっと豊かになれるかもしれない16講』ダイヤモンド社 2012
- ジョン・メイナード・ケインズ『雇用、利子、お金の一般理論』講談社学術文庫 2012
- アビジット・V・バナジー/エスター・デュフロ『貧乏人の経済学 もういちど貧困問題を根っこから考える』みすず書房 2012
- ロバート・サーヴィス『トロツキー』（上下）守岡桜共訳 白水社 2013
- アントニオ・R・ダマシオ『自己が心にやってくる 意識ある脳の構築』早川書房 2013
- ブルース・シュナイアー『信頼と裏切りの社会』NTT出版 2013
- ポール・E・セルージ『コンピュータって 機械式計算機からスマホまで』東洋経済新報社 2013
- B・F・スキナー『自由と尊厳を超えて』春風社 2013
- ヨハイ・ベンクラー『協力がつくる社会 ペンギンとリヴァイアサン』NTT出版 2013
- フィリップ・K・ディック『ヴァリス』ハヤカワ文庫 2014
- アラン・ダブニー『この世で一番おもしろい統計学 誰も「データ」でダマされなくなるかもしれない16講+α』ダイヤモンド社 2014
- ジョン・メイナード・ケインズ『お金の改革論』講談社学術文庫 2014
- ヴィクター・ボクリス『バロウズ/ウォーホル テープ』スペースシャワーブックス 2014
- トシ・ヨシハラ,ジェイムズ・R・ホームズ『太平洋の赤い星 中国の台頭と海洋覇権への野望』バジリコ 2014
- ダグラス・ケンリック『野蛮な進化心理学 殺人とセックスが解き明かす人間行動の謎』森本正史共訳 白揚社 2014
- チャールズ・ウィーラン『統計学をまる裸にする データはもう怖くない』守岡桜共訳 日本経済新聞出版社 2014
- チャールズ・ウィーラン『経済学をまる裸にする 本当はこんなに面白い』日本経済新聞出版社 2014
- ポール・シーブライト『殺人ザルはいかにして経済に目覚めたか? ヒトの進化からみた経済学』森本正史共訳 みすず書房 2014
- ロバート・シラー『それでも金融はすばらしい 人類最強の発明で世界の難問を解く。』守岡桜共訳 東洋経済新報社 2014
- ダグ・メネズ『無敵の天才たち スティーブ・ジョブズが駆け抜けたシリコンバレーの歴史的瞬間』翔泳社 2014
- トマ・ピケティ『21世紀の資本』守岡桜・森本正史共訳 みすず書房 2014
- フィリップ・K・ディック『聖なる侵入』ハヤカワ文庫 2015
- ポール・クルーグマン『さっさと不況を終わらせろ』ハヤカワ文庫 2015
- カル・ラウスティアラ, クリストファー・スプリグマン『パクリ経済 コピーはイノベーションを刺激する』森本正史共訳 みすず書房 2015
- フィリップ・K・ディック『ティモシー・アーチャーの転生』ハヤカワ文庫 2015
- フィリップ・K・ディック『死の迷路』ハヤカワ文庫 2016
- ニコラス・ウェイド『人類のやっかいな遺産 遺伝子、人種、進化の歴史』守岡桜共訳 晶文社 2016
- エベネザー・ハワード『新訳 明日の田園都市』鹿島出版会 2016
- ゲルノット・ワグナー、マーティン・ワイツマン『気候変動クライシス』東洋経済新報社 2016
- P.R.クルーグマン、M.オブストフェルド、M.J.メリッツ『クルーグマン国際経済学：理論と政策』守岡桜共訳 丸善出版 2016
- アマルティア・セン『インドから考える：子どもたちが微笑む世界へ』NTT出版 2016
- ハリー・G・フランクファート『不平等論：格差は悪なのか?』筑摩書房 2016
- ジョージ・オーウェル『動物農場：新訳版』早川書房 2017（ハヤカワepi文庫）
- ティモシー・P・ハバード,ハリー・J・パーシュ『入門 オークション：市場をデザインする経済学』NTT出版、安田洋祐共訳 2017
- 伊藤穰一、ジェフ・ハウ『9プリンシプルズ：加速する未来で勝ち残るために』早川書房 2017
- ジョージ・アカロフ、ロバート・シラー『不道徳な見えざる手:自由市場は人間の弱みにつけ込む』東洋経済新報社 2017
- フィリップ・K・ディック『去年を待ちながら 新訳版』ハヤカワ文庫 2017
- キャス・サンスティーン『スター・ウォーズによると世界は』早川書房 2017
- チャールズ・ウィーラン『MONEY』東洋館出版社 2017
- キャス・サンスティーン『命の価値』勁草書房 2017
- マイケル・ワイス、ハサン・ハサン『イスラム国』亜紀書房 2018
- ヨハン・ノルベリ『進歩』晶文社 2018
- ハリー・G・フランクファー『真実について』亜紀書房 2018
- フィリップ・コトラー『コトラー 競争力を高めるマーケティング』丸善出版 2018
- マイケル・ヘラー『グリッドロック経済』亜紀書房 2018
- アンドリュー“バニー”ファン（英語版）著『ハードウェアハッカー～新しいモノをつくる破壊と創造の冒険』高須正和訳 山形浩生監訳、技術評論社 2018。ISBN 9784297101060
- 『ピケティ以後』青土社 2019
- ジョセフ・L・バダラッコ『マネージング・イン・ザ・グレー』丸善出版 2019
- ティム・オライリー『WTF経済 ―絶望または驚異の未来と我々の選択』オライリー・ジャパン 2019
- 『景気の回復が感じられないのはなぜか』世界思想社 2019
- シモン・ストーレンハーグ『エレクトリック・ステイト』グラフィック社 2019
- アダム・トゥーズ『ナチス 破壊の経済 1923-1945（英語版）』（上下）森本正史共訳 みすず書房 2019
- レイ・フィスマン、ミリアム・A・ゴールデン『コラプション：なぜ汚職は起こるのか』慶應義塾大学出版会 2019
- シモン・ストーレンハーグ『ザ・ループ』グラフィック社 2019
- エドワード・スノーデン『スノーデン：独白』河出書房新社 2019

### 2020年代
- シモン・ストーレンハーグ『フロム・ザ・フラッド』グラフィック社 2020
- ジョナサン・ハスケル、スティアン・ウェストレイク『無形資産が経済を支配する』東洋経済新報社 2020
- ポール・クルーグマン『ゾンビとの論争』早川書房 2020
- ジョフリー・ウェスト『スケール』（上下）早川書房 2020
- マシュー・ハインドマン『デジタルエコノミーの罠』NTT出版 2020
- ジョン・メイナード・ケインズ『超訳 ケインズ「一般理論」』東洋経済新報社 2021
- ゲーリー・ウィルソン『インターネットポルノ中毒』DU BOOKS 2021
- ロバート・シラー『ナラティブ経済学』東洋経済新報社 2021
- ペリー・メーリング『21世紀のロンバード街 最後の買い手としての中央銀行』東洋経済新報社 2021
- ヘレン・プラックローズ、ジェームズ・リンゼイ『「社会正義」はいつも正しい 人種、ジェンダー、アイデンティティにまつわる捏造のすべて』森本正史共訳、早川書房 2022
- フィリップ・ショート『プーチン』（上下）守岡桜 共訳、白水社 2023
- ウラジーミル・プーチン『プーチン重要論説集』星海社 2023
- ジョン・メイナード・ケインズ『新訳 平和の経済的帰結』東洋経済新報社 2024
- レヴィ・マクローリン『創価学会 現代日本の模倣国家』講談社選書メチエ 2024
- ジョージ・オーウェル『一九八四』星海社 2024

### 英語訳書
- 楠本まき『エッグノッグ』祥伝社 2004年11月 ISBN 439646004X
- 日野日出志『Hell Baby』 Blast Books 1995年1月 ISBN 0922233128

### DVD等
- 『アーキグラム・ムービーズ！』アップリンク（字幕翻訳担当）
- 『ウィリアム・S・バロウズ ザ・ファイナル・アカデミー・ドキュメンツ』トランスフォーマー 2008年4月（監修担当）